# Pakistan Super League 2018
Die Pakistan Super League 2018 war die dritte Saison der im Twenty20-Format ausgetragenen Pakistan Super League für pakistanische Cricket-Franchises. Sie fand vom 22. Februar bis 25. März 2018 statt.

## Franchises
Dieses Jahr nahmen erstmals sechs Franchises am Turnier teil. Die Multan Sultans waren dabei als Neugründung erstmals spielberechtigt.
| Franchise         | Heimatort |
| ----------------- | --------- |
| Islamabad United  | Islamabad |
| Karachi Kings     | Karatschi |
| Lahore Qalandars  | Lahore    |
| Peshawar Zalmi    | Peschawar |
| Quetta Gladiators | Quetta    |
| Multan Sultans    | Multan    |

## Austragungsorte
Aus Sicherheitsgründen wurden viele Spiele der pakistanischen Mannschaften in den Vereinigten Arabischen Emiraten abgehalten. Zwei Spiele fanden in Lahore statt und das Finale wurde in Karatschi ausgetragen.
| Austragungsort                      | Ort       | Kapazität |
| ----------------------------------- | --------- | --------- |
| Dubai International Cricket Stadium | Dubai     | 25.000    |
| Gaddafi Stadium                     | Lahore    | 60.000    |
| Sharjah Cricket Stadium             | Sharjah   | 15.000    |
| National Stadium                    | Karatschi | 34.000    |

## Kader
| Islamabad United | Karachi Kings | Lahore Qalandars | Multan Sultans | Peshawar Zalmi | Quetta Gladiators |
| --- | --- | --- | --- | --- | --- |
| - Misbah-ul-Haq (K) - Rumman Raees (VK) - Andre Russell - Alex Hales - JP Duminy - Samit Patel - Rohail Nazir (wk) - Chadwick Walton (wk) - Shadab Khan - Samuel Badree - David Willey - Steven Finn - Mohammad Sami - Sahibzada Farhan - Sam Billings (wk) - Luke Ronchi (wk) - Mohammad Hasan (wk) - Iftikhar Ahmed - Amad Butt - Asif Ali - Hussain Talat - Mohammad Hasnain | - Imad Wasim (K) - Shahid Afridi - Mohammad Amir - Babar Azam - Ravi Bopara - Joe Denly - Usman Khan - David Wiese - Mohammad Rizwan (wk) - Saifullah Bangash (wk) - Usama Mir - Colin Ingram - Eoin Morgan (VK) - Khurram Manzoor - Hasan Mohsin - Mohammad Irfan - Tabish Khan - Tymal Mills - Lendl Simmons - Mohammad Taha - Mushtaq Ahmed Kalhoro | - Brendon McCullum (K) - Chris Lynn - Umar Akmal (wk) - Sunil Narine - Fakhar Zaman (VK) - Yasir Shah - Mustafizur Rahman - Denesh Ramdin (wk) - Sohail Khan - Kyle Abbott - Anton Devcich - Mitchell McClenaghan - Cameron Delport - Gulraiz Sadaf (wk) - Bilal Asif - Aamer Yamin - Agha Salman - Sohail Akhtar - Raza Hasan - Shaheen Afridi - Ghulam Mudassar - Imran Khan - Salman Irshad | - Shoaib Malik (K) - Kieron Pollard (VK) - Imran Tahir - Thisara Perera - Ahmed Shehzad - Darren Bravo - Sohail Tanvir - Junaid Khan - Hardus Viljoen - Kumar Sangakkara (wk) - Umar Gul - Irfan Khan - Sohaib Maqsood - Saif Badar - Ross Whiteley - Umar Siddiq - Kashif Bhatti - Irfan Khan - Mohammad Abbas - Abdullah Shafique - Shan Masood | - Darren Sammy (K) - Tamim Iqbal - Mohammad Hafeez (VK) - Hasan Ali - Dwayne Smith - Dwayne Bravo - Shakib Al Hasan - Sabbir Rahman - Liam Dawson - Andre Fletcher - Wahab Riaz - Evin Lewis - Kamran Akmal (wk) - Haris Sohail - Chris Jordan - Hammad Azam - Mohammad Asghar - Umaid Asif - Saad Nasim - Sameen Gul - Ibtisam Sheikh - Taimur Sultan - Mohammad Arif - Khushdil Shah - Riki Wessels | - Sarfraz Ahmed (K, wk) - Asad Shafiq (VK) - Hassan Khan - Kevin Pietersen - Shane Watson - Rilee Rossouw - Jofra Archer - Ben Laughlin - Jason Roy - Albie Morkel - Mahmudullah Riyad - John Hastings - Mohammad Nawaz - Rashid Khan - Chris Green - Rahat Ali - Anwar Ali - Mir Hamza - Umar Amin - Rameez Raja - Saad Ali - Saud Shakeel - Faraz Ahmed - Mohammad Azam Khan - Mohammad Junaid |

## Resultate

### Gruppenphase
Tabelle
Die ersten vier nach der Vorrunde qualifizieren sich für die Playoffs.
| Teams             | Sp. | S | N | NR | P  | NRR    |
| ----------------- | --- | - | - | -- | -- | ------ |
| Islamabad United  | 10  | 7 | 3 | 0  | 14 | 0.296  |
| Karachi Kings     | 10  | 5 | 4 | 1  | 11 | 0.028  |
| Peshawar Zalmi    | 10  | 5 | 5 | 0  | 10 | 0.464  |
| Quetta Gladiators | 10  | 5 | 5 | 0  | 10 | 0.312  |
| Multan Sultans    | 10  | 4 | 5 | 1  | 9  | −0.191 |
| Lahore Qalandars  | 10  | 3 | 7 | 0  | 6  | −0.931 |

 Spiele 
| 22. Februar 2018 Scorecard | Dubai | Multan Sultans 183-3 (19.1)        | – | Peshawar Zalmi 164-8 (20) |
|                            |       | Multan Sultans gewinnt mit 19 Runs |   |                           |

| 23. Februar 2018 Scorecard | Dubai | Karachi Kings 149-9 (20)          | – | Quetta Gladiators 130-9 (20) |
|                            |       | Karachi Kings gewinnt mit 19 Runs |   |                              |

| 23. Februar 2018 Scorecard | Dubai | Multan Sultans 179-5 (20)          | – | Lahore Qalandars 136 (17.2) |
|                            |       | Multan Sultans gewinnt mit 43 Runs |   |                             |

| 24. Februar 2018 Scorecard | Dubai | Peshawar Zalmi 176-6 (20)          | – | Islamabad United 142-9 (20) |
|                            |       | Peshawar Zalmi gewinnt mit 34 Runs |   |                             |

| 24. Februar 2018 Scorecard | Dubai | Lahore Qalandars 119-9 (20)             | – | Quetta Gladiators 120-1 (14) |
|                            |       | Quetta Gladiators gewinnt mit 9 Wickets |   |                              |

| 25. Februar 2018 Scorecard | Dubai | Multan Sultans 113 (19.5)              | – | Islamabad United 117-5 (17.4) |
|                            |       | Islamabad United gewinnt mit 5 Wickets |   |                               |

| 25. Februar 2018 Scorecard | Dubai | Peshawar Zalmi 131-9 (20)           | – | Karachi Kings 135-5 (19.4) |
|                            |       | Karachi Kings gewinnt mit 5 Wickets |   |                            |

| 26. Februar 2018 Scorecard | Dubai | Karachi Kings 159-7 (20)          | – | Lahore Qalandars 132 (18.3) |
|                            |       | Karachi Kings gewinnt mit 27 Runs |   |                             |

| 28. Februar 2018 Scorecard | Schardscha | Islamabad United 134-7 (20)     | – | Quetta Gladiators 135-4 (17.1) |
|                            |            | Quetta Gladiators mit 6 Wickets |   |                                |

| 1. März 2018 Scorecard | Schardscha | Quetta Gladiators 141-8 (20)         | – | Peshawar Zalmi 143-5 (19.3) |
|                        |            | Peshawar Zalmi gewinnt mit 5 Wickets |   |                             |

| 2. März 2018 Scorecard | Schardscha | Multan Sultans | – | Karachi Kings |
|                        |            | Spiel abgesagt |   |               |

| 2. März 2018 Scorecard | Schardscha | Islamabad United 121-9 (20) / 19-0 (1) | – | Lahore Qalandars 121 (19.4) / 15-1 (1) |
|                        |            | Islamabad United gewinnt im Super-Over |   |                                        |

| 3. März 2018 Scorecard | Schardscha | Quetta Gladiators 102 (15.4)         | – | Multan Sultans 108-1 (16.4) |
|                        |            | Multan Sultans gewinnt mit 9 Wickets |   |                             |

| 3. März 2018 Scorecard | Schardscha | Lahore Qalandars 100 (17.2)           | – | Peshawar Zalmi 104-0 (13.4) |
|                        |            | Peshawar Zalmi gewinnt mit 10 Wickets |   |                             |

| 4. März 2018 Scorecard | Schardscha | Karachi Kings 153-6 (20)               | – | Islamabad United 156-2 (17.2) |
|                        |            | Islamabad United gewinnt mit 8 Wickets |   |                               |

| 6. März 2018 Scorecard | Dubai | Multan Sultans 183-3 (20)          | – | Peshawar Zalmi 164-8 (20) |
|                        |       | Multan Sultans gewinnt mit 19 Runs |   |                           |

| 7. März 2018 Scorecard | Dubai | Multan Sultans 152-5 (20)               | – | Quetta Gladiators 156-8 (19.5) |
|                        |       | Quetta Gladiators gewinnt mit 2 Wickets |   |                                |

| 8. März 2018 Scorecard | Dubai | Lahore Qalandars 163-8 (20)            | – | Islamabad United 164-4 (17.4) |
|                        |       | Islamabad United gewinnt mit 6 Wickets |   |                               |

| 8. März 2018 Scorecard | Dubai | Quetta Gladiators 180-4 (20)          | – | Karachi Kings 113-8 (20) |
|                        |       | Quetta Gladiators gewinnt mit 67 Runs |   |                          |

| 9. März 2018 Scorecard | Dubai | Multan Sultans 114 (19.4)              | – | Lahore Qalandars 115-4 (18.4) |
|                        |       | Lahore Qalandars gewinnt mit 6 Wickets |   |                               |

| 9. März 2018 Scorecard | Dubai | Islamabad United 182-5 (20)          | – | Peshawar Zalmi 156-9 (20) |
|                        |       | Islamabad United gewinnt mit 26 Runs |   |                           |

| 10. März 2018 Scorecard | Dubai | Karachi Kings 188-3 (20)          | – | Multan Sultans 125 (19.4) |
|                         |       | Karachi Kings gewinnt mit 63 Runs |   |                           |

| 10. März 2018 Scorecard | Dubai | Peshawar Zalmi 157-5 (20)               | – | Quetta Gladiators 158-4 (19.2) |
|                         |       | Quetta Gladiators gewinnt mit 6 Wickets |   |                                |

| 11. März 2018 Scorecard | Dubai | Karachi Kings 163-5 (20) / 8/1 (1)     | – | Lahore Qalandars 163-8 (20) / 11/2 (1) |
|                         |       | Lahore Qalandars gewinnt im Super-Over |   |                                        |

| 13. März 2018 Scorecard | Schardscha | Islamabad United 185-4 (20)          | – | Multan Sultans 152 (19.1) |
|                         |            | Islamabad United gewinnt mit 33 Runs |   |                           |

| 14. März 2018 Scorecard | Schardscha | Lahore Qalandars 186-4 (20)          | – | Quetta Gladiators 169-6 (20) |
|                         |            | Lahore Qalandars gewinnt mit 17 Runs |   |                              |

| 15. März 2018 Scorecard | Schardscha | Peshawar Zalmi 181-6 (20)          | – | Karachi Kings 137-8 (20) |
|                         |            | Peshawar Zalmi gewinnt mit 44 Runs |   |                          |

| 15. März 2018 Scorecard | Schardscha | Quetta Gladiators 147-7 (20)           | – | Islamabad United 149-4 (18.2) |
|                         |            | Islamabad United gewinnt mit 6 Wickets |   |                               |

| 16. März 2018 Scorecard | Schardscha | Lahore Qalandars 172-4 (20)          | – | Peshawar Zalmi 176-3 (18) |
|                         |            | Peshawar Zalmi gewinnt mit 7 Wickets |   |                           |

| 16. März 2018 Scorecard | Schardscha | Islamabad United 124 (20)           | – | Karachi Kings 125-3 (17) |
|                         |            | Karachi Kings gewinnt mit 7 Wickets |   |                          |

### Playoffs
|  | Halbfinale (semi-finals) | Halbfinale (semi-finals) | Halbfinale (semi-finals) |               |                | Vorschlussrunde (final) | Vorschlussrunde (final) | Vorschlussrunde (final) |                  |              | Finale (grand final) | Finale (grand final) | Finale (grand final) |
|  |                          |                          |                          |               |                |                         |                         |                         |                  |              |                      |                      |                      |
|  | 1                        | Islamabad United         | 155/2 (12.3)             |               |                |                         |                         |                         |                  |              |                      |                      |                      |
|  | 2                        | Karachi Kings            | 154/4 (20)               |               |                |                         |                         |                         |                  | 3            | Peshawar Zalmi       | 148/9 (20)           |                      |
|  | 2                        | Karachi Kings            | 154/4 (20)               | 2             | Karachi Kings  | 157/2 (16/16)           |                         |                         |                  | 3            | Peshawar Zalmi       | 148/9 (20)           |                      |
|  |                          |                          |                          | 2             | Karachi Kings  | 157/2 (16/16)           |                         | 1                       | Islamabad United | 154/7 (16.5) |                      |                      |                      |
|  |                          | 3                        | Peshawar Zalmi           | 170/7 (16/16) |                |                         |                         | 1                       | Islamabad United | 154/7 (16.5) |                      |                      |                      |
|  | 3                        | 3                        | Peshawar Zalmi           | 170/7 (16/16) | Peshawar Zalmi | 157 (20)                |                         |                         |                  |              |                      |                      |                      |
|  | 3                        |                          |                          |               | Peshawar Zalmi | 157 (20)                |                         |                         |                  |              |                      |                      |                      |
|  | 4                        | Quetta Gladiators        | 156/9 (20)               |               |                |                         |                         |                         |                  |              |                      |                      |                      |

### Halbfinale 1
| 18. März Scorecard | Dubai | Karachi Kings 154-4 (20)               | – | Islamabad United 155-2 (12.3) |
|                    |       | Islamabad United gewinnt mit 8 Wickets |   |                               |

### Halbfinale 2
| 20. März Scorecard | Lahore | Peshawar Zalmi 157 (20)          | – | Quetta Gladiators 156-9 (20) |
|                    |        | Peshawar Zalmi gewinnt mit 1 Run |   |                              |

### Vorschlussrunde
| 21. März Scorecard | Lahore | Peshawar Zalmi 170-7 (16/16)       | – | Karachi Kings 157-2 (16/16) |
|                    |        | Peshawar Zalmi gewinnt mit 13 Runs |   |                             |

### Finale
| 25. März Scorecard | Karatschi | Peshawar Zalmi 148-9 (20)              | – | Islamabad United 154-7 (16.5) |
|                    |           | Islamabad United gewinnt mit 3 Wickets |   |                               |